# Andrea Riley
Andrea Riley, née le 22 juillet 1988 à Dallas (Texas), est une joueuse de basket-ball américaine.

## Biographie
Avec les Cowgirls d'Oklahoma State, elle remporte, devant Danielle Robinson et Courtney Vandersloot, dans son année senior le Nancy Lieberman Award de la meilleure meneuse NCAA et finit seconde meilleure scoreuse de NCAA. Meilleure marqueuse de l'histoire la Big 12, son record est surpassé en 2013 par Brittney Griner.
Elle est choisie en huitième chois de la draft WNBA 2010 par les Sparks de Los Angeles avec lesquels elle joue son année rookie. Elle est transférée à l'inter-saison au Shock contre un second tour de draft 2012, puis acquise par le Mercury le 12 janvier 2012 contre Temeka Johnson.

## Parcours
- 2006-2010 :  Cowgirls d'Oklahoma State (NCAA)
- 2010 :  Sparks de Los Angeles (WNBA)
- 2011 :  Mercury de Phoenix
- 2012 :  Shock de Tulsa puis Sparks de Los Angeles